# Cantuaria stephenensis
Cantuaria stephenensis là một loài nhện trong họ Idiopidae.
Loài này thuộc chi Cantuaria. Cantuaria stephenensis được Raymond Robert Forster miêu tả năm 1968.